# Chang'e 3
Chang'e 3 (嫦娥三號) è una missione cinese per l'esplorazione della Luna, composta da un lander e un rover, Yutu, lanciato il 1º dicembre 2013 alle 17:30 UTC dal Centro spaziale di Xichang come parte della seconda fase del programma cinese di esplorazione della Luna.
Yutu è il primo rover lunare cinese ed è stato il primo veicolo spaziale ad allunare dai tempi della missione sovietica Luna 24 nel 1976. L'allunaggio è avvenuto il 14 dicembre 2013.
La missione prende il nome da Chang'e, la dea cinese della Luna, e segue gli orbiter Chang'e 1 e Chang'e 2, lanciati nel 2007 e nel 2010 rispettivamente.

## Preparazione della missione

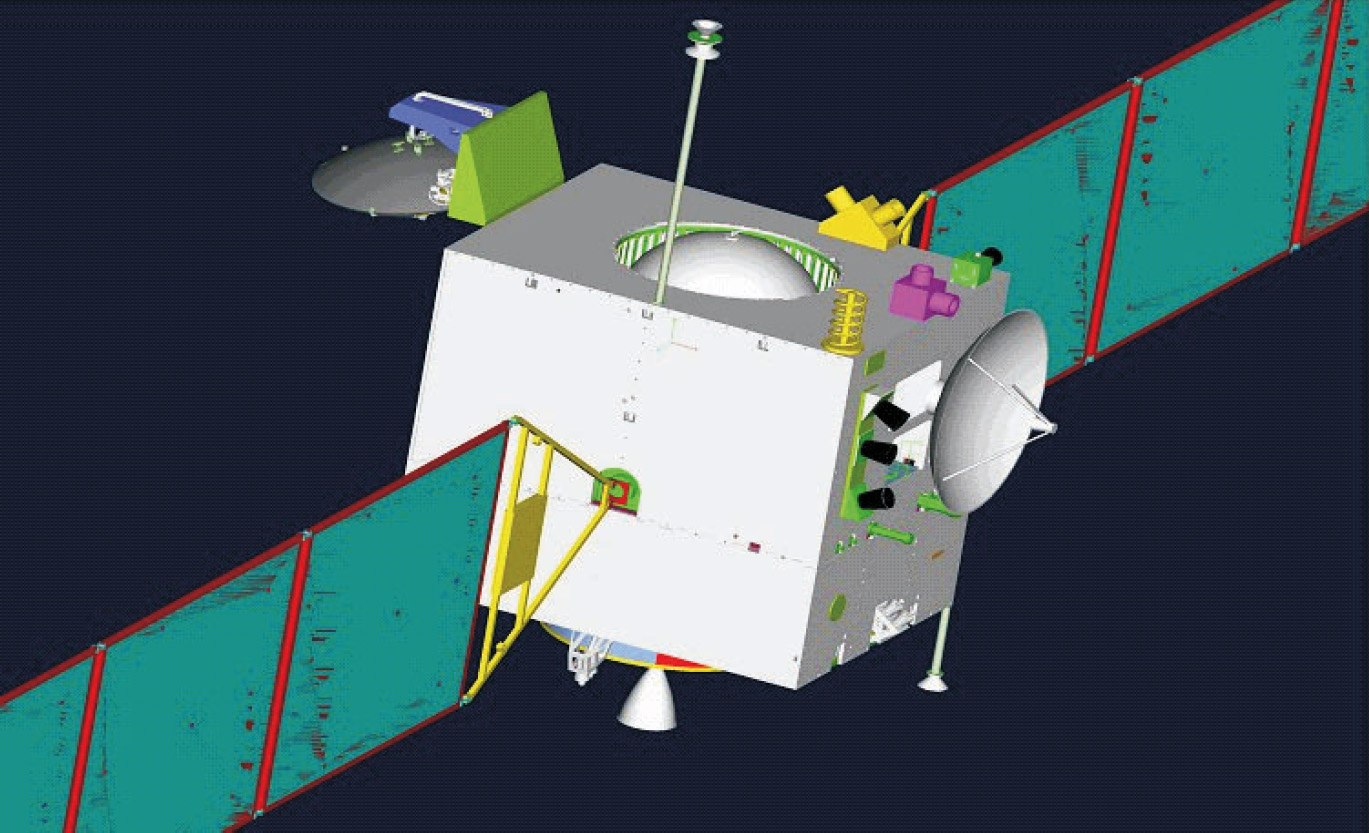
La sonda Chang'e 1, lanciata nel 2007.

Il primo orbiter lunare cinese, Chang'e 1, è stato lanciato dal cosmodromo di Xichang il 24 ottobre 2007 ed è entrato in orbita lunare il 5 novembre. Il satellite ha funzionato fino al 1º marzo 2009, quando è stato fatto intenzionalmente precipitare sulla superficie della Luna. I dati forniti dal Chang'e 1 sono serviti a creare un'accurata mappa tridimensionale ad alta risoluzione di tutta la superficie lunare, permettendo così di individuare il sito ottimale per l'allunaggio del Chang'e 3. Nel 2009 è stato annunciato che il lancio del Chang'e 3 sarebbe avvenuto nel 2013. Il rover è rimasto attivo almeno fino a marzo 2015 poi il segnale fu definitivamente perso, mentre al 2020 era ancora funzionante il lander con il suo Ultraviolet Telescope (LUT).
Il successore del Chang'e 1, il Chang'e 2, è stato lanciato il 1º ottobre 2010 per condurre delle ricerche in un'orbita a 100 km dalla superficie della Luna, in preparazione dell'allunaggio del Chang'e 3. Il Chang'e 2, simile di aspetto al Chang'e 1, è stato equipaggiato con strumenti migliori e ha fornito immagini con risoluzione più alta della superficie per assistere la discesa del Chang'e 3.
Come i suoi predecessori, la missione Chang'e 3 è stata pensata come precursore di future missioni di esplorazione robotica della Luna, tra cui una, programmata per il 2017, nella quale verranno prelevati e riportati sulla Terra dei campioni. Successivamente si sta pensando, per il 2025, ad una missione umana.

## Sviluppo

### Rover
La missione Chang'e 3 ha compreso un rover lunare progettato per separarsi dal lander ed esplorare la superficie lunare in maniera indipendente. Lo sviluppo del robot a sei ruote è cominciato nel 2002 presso l'Istituto di ingegneria dei sistemi aerospaziali di Shanghai dove è stato creato un laboratorio specializzato per le prove nel quale è stata riprodotta la superficie lunare. L'assemblaggio del rover, lungo 1,5 m e con una massa di  120 kg, è stato completato nel maggio 2010. Con un carico utile di circa 20 kg, il rover è progettato per trasmettere video in tempo reale e per scavare ed analizzare campioni di suolo. È in grado anche di procedere in salita e in discesa ed è dotato di sensori automatici per evitare la collisione con altri oggetti. L'energia viene fornita da pannelli solari che gli consentono di lavorare durante la parte diurna del giorno lunare, tuttavia era provvisto anche di diverse unità riscaldanti a radioisotopi (RHU) che fornivano il calore necessario perché l'hardware di bordo non si raffreddasse troppo durante la notte lunare.

### Sito di allunaggio

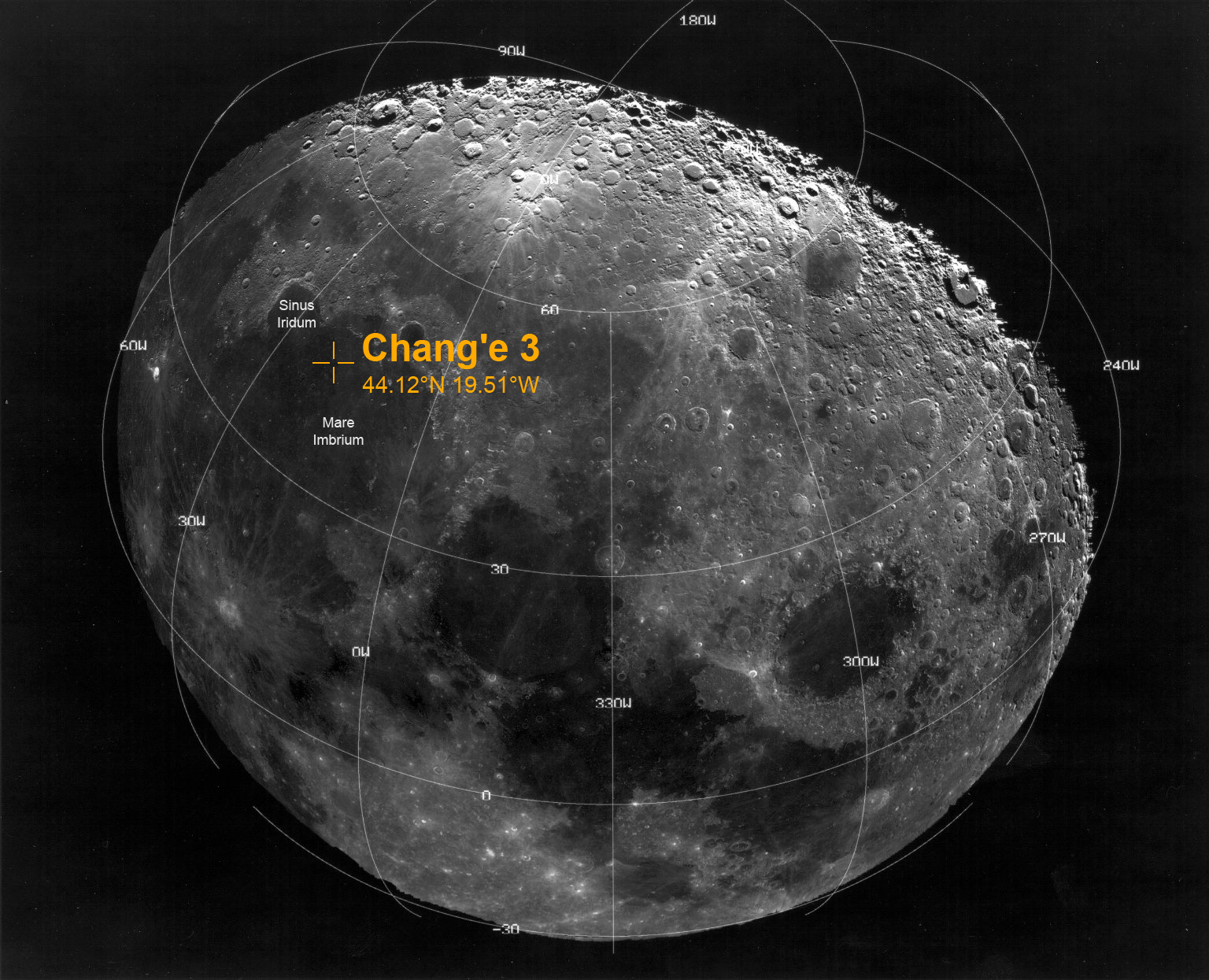
Mare Imbrium

I dati forniti dai precedenti orbiter Chang'e sono stati usati per selezionare un luogo idoneo per la discesa del Chang'e 3. Il lander doveva allunare sul Sinus Iridum, alla latitudine di 44° nord. Il Sinus Iridum è una pianura di lava basaltica che forma un'estensione a nordovest del Mare Imbrium.

### Allunaggio
Il 14 dicembre 2013 Chang'e 3 ha effettuato un allunaggio morbido nella Baia degli Arcobaleni, rilasciando il rover Yutu. La Cina è così la terza nazione nella storia ad effettuare un atterraggio morbido su un corpo extraterrestre dopo URSS e USA.

### Operazioni sulla Luna

#### 2013
Il rover ha lavorato senza problemi per tutto dicembre.

#### 2014
Da gennaio, alla fine della seconda notte, il rover è incapacitato a muoversi a causa di gravi problemi meccanici provocati, secondo le ultime ipotesi da un urto, con rocce sulla superficie. Ciò gli rende impossibile ripiegare i pannelli solari e la torretta (Mast). Sembra che il terreno lunare fosse stato più accidentato di quanto ritenuto, più rocce e di dimensioni più grandi di quanto indicassero le stime fatte, basate anche su immagini satellitari di progetti di ricerca stranieri. Il 6 settembre è tornato il Sole nella regione del Mare Imbrium, il luogo dell'allunaggio, e Yutu è riuscito nuovamente a svegliarsi ed a segnalarlo a Terra. Il 14 settembre 2014 il rover ha scattato una panoramica di 360° del Mare Imbrium. Questo è il 10º giorno che la missione attraversa. Ad ottobre il rover è ancora immobile ma funzionante.

#### 2015
A marzo il rover cessa di trasmettere dati e informazioni.

#### 2020
Radioamatori confermano che il lander è ancora funzionante dopo 7 anni sulla Luna.

## Lunar-based ultraviolet telescope (LUT)
Il lander è dotato di un telescopio Ritchey-Chrétien da 50 mm che viene utilizzato per osservare galassie, nuclei galattici attivi, stelle variabili, binarie, novae, quasar e blazar nella banda del vicino ultravioletto (245-340 nm), ed è in grado di rilevare oggetti luminosi fino alla magnitudine 13. La sottile esosfera della Luna e la lenta rotazione consentono osservazioni estremamente lunghe e ininterrotte di un bersaglio. Il LUT è il primo osservatorio astronomico lunare a lungo termine, che conduce osservazioni continue di importanti corpi celesti per studiare la loro variazione di luce e migliorare meglio i modelli attuali.